# Vepris glaberrima
Espèce
Synonymes
- Oriciopsis glaberrima Engl.[1]
- Vepris glaberrima (Engl.) J.B. Hall[1]

Vepris glaberrima est une espèce de plantes de la famille des Rutaceae.